# Gmina Polska w Wolnym Mieście Gdańsku

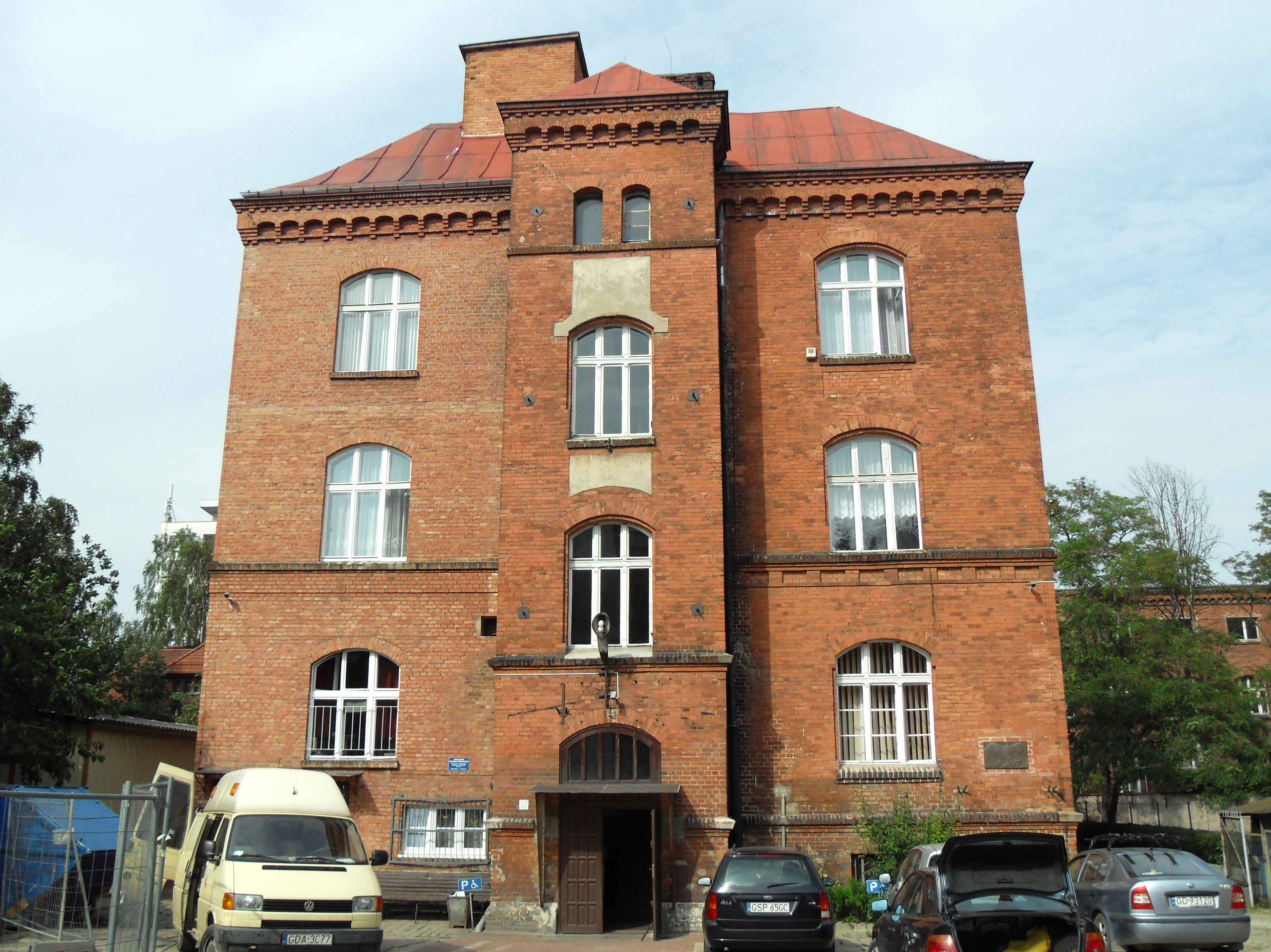
Gdańsk Śródmieście, ul. Wałowa 17. W tym budynku mieścił się w latach 1924-1939 „Dom Polski”

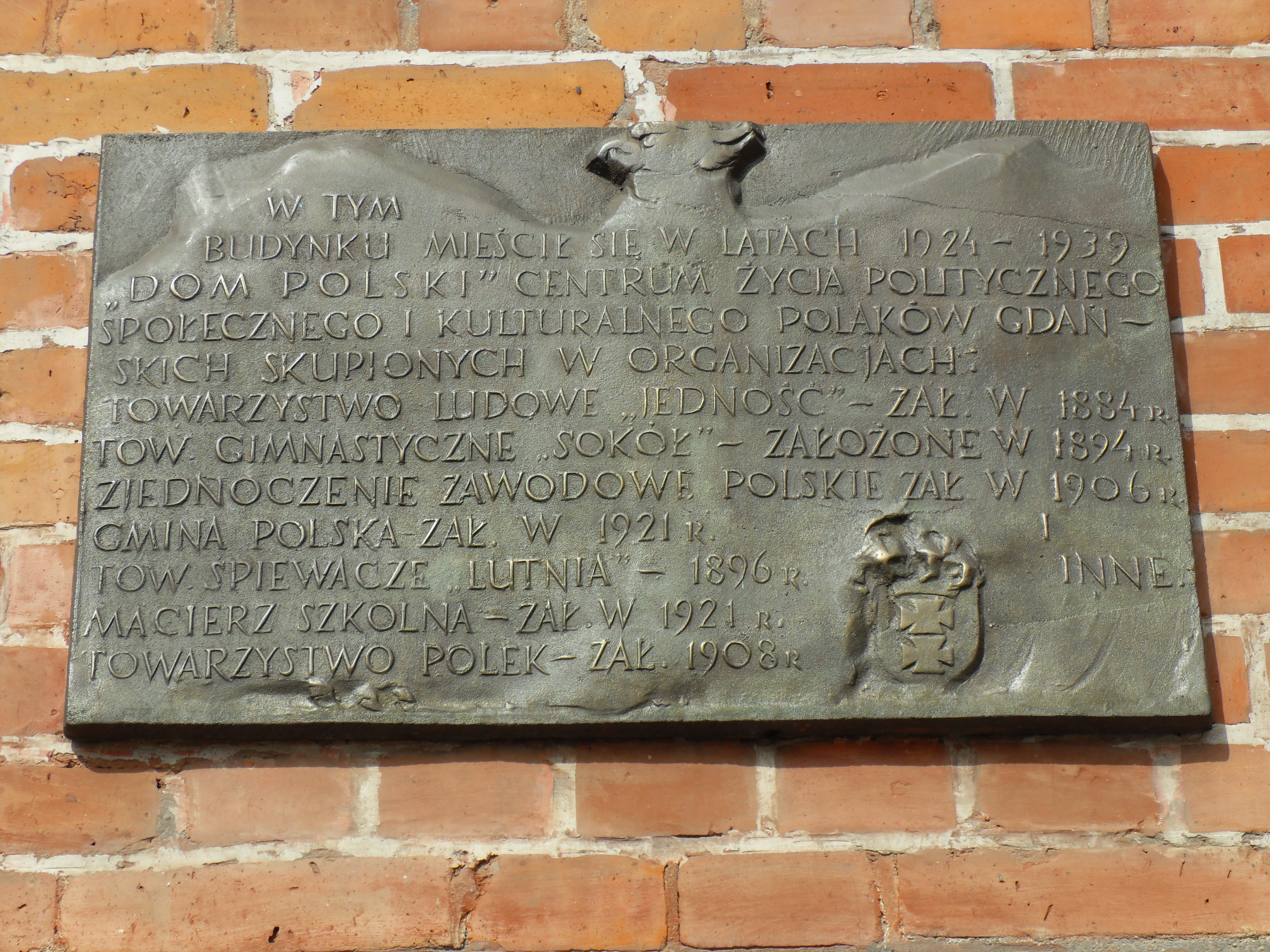
Tablica pamiątkowa na budynku

Gmina Polska w Wolnym Mieście Gdańsku – centralna organizacja miejscowych Polaków w Wolnym Mieście Gdańsku, istniejąca w latach 1921–1937, zrzeszająca gdańskich Polaków i broniąca ich praw społecznych, kulturalnych i politycznych na terenie WMG. 

## Historia
Gmina Polska została powołana do życia 21 kwietnia 1921 na bazie podkomisariatu Naczelnej Rady Ludowej w Gdańsku. Statut Gminy przyznawał pełne prawa członkowskie jedynie Polakom wyznania chrześcijańskiego, posiadającym obywatelstwo gdańskie (członkowie zwyczajni). Obywatele RP mogli być jedynie członkami nadzwyczajnymi bez praw wyborczych. Gmina dążyła do koordynacji działań wszystkich polskich organizacji w WMG.
Pierwszym prezesem Gminy Polskiej został Franciszek Kubacz. 21 czerwca 1921 zastąpił go Władysław Panecki, a następnymi byli m.in. Józef Czyżewski, ks. Leon Miszewski, Erazm Czarnecki i Roman Ogryczak. 
Siedzibą GPWMG był od grudnia 1924 gmach w Śródmieściu przy ul. Wałowej 17 (niem. Wallgasse), zwany „Domem Polskim”.
Gmina Polska utworzyła kilka wydziałów, które miały zajmować się odpowiednimi resortami działalności, m.in. Wydział Szkolny, Kulturalno-Oświatowy, Opieki Społecznej, Kościelny, Prawno-Polityczny, Urzędniczy, Wiejski.

## Gmina Polska a Związek Polaków w Wolnym Mieście Gdańsku
W 1933 powstała na terenie miasta druga, konkurencyjna organizacja zrzeszająca Polaków – Związek Polaków w Wolnym Mieście Gdańsku. Było to ciało zorientowane prorządowo i popierane przez Komisariat Generalny Rzeczypospolitej Polskiej w Wolnym Mieście Gdańsku, mogli do niego wstępować również Polacy nie posiadający gdańskiego obywatelstwa. 
Jeszcze w roku powstania Związku, GP utraciła subwencje rządowe na działalność i przez pewien czas znajdowała się w ostrym konflikcie ze Związkiem (mimo iż wielu gdańskich Polaków należało jednocześnie do obu tych organizacji). 
W sytuacji wzrastającego niebezpieczeństwa ze strony narodowych socjalistów, zjednoczenie wszystkich sił polskich w Gdańsku było konieczne. Przejściowe porozumienie pomiędzy GP a ZP udało się zawrzeć przed wyborami do Volkstagu w 1935. Jednak tuż po wyborach konflikt rozpalił się na nowo i dopiero w 1937, dzięki Komisarzowi Generalnemu RP Marianowi Chodackiemu, udało się zjednoczyć obie zwaśnione organizacje. 2 maja 1937 podpisano deklarację konsolidacyjną, którą uroczyście ogłosił Antoni Lendzion 3 maja podczas uroczystej akademii. Formalne połączenie w nową organizację o nazwie Gmina Polska Związek Polaków nastąpiło 23 maja 1937.